# Municipio de Mathias
El municipio de Mathias (en inglés: Mathias Township) es un municipio ubicado en el condado de Alger en el estado estadounidense de Míchigan. En el año 2010 tenía una población de 554 habitantes y una densidad poblacional de 2,97 personas por km².

## Geografía
El municipio de Mathias se encuentra ubicado en las coordenadas 46°12′50.83″N 86°52′18.54″O / 46.2141194, -86.8718167. Según la Oficina del Censo de los Estados Unidos, el municipio tiene una superficie total de 186,7 km² (72,1 mi²), de la cual 183,9 km² (71,0 mi²) corresponden a tierra firme y 2,7 km² (1 mi²) (1.47%) es agua.

## Demografía
En el 2000 la renta per cápita promedia del hogar era de $25.167, y el ingreso promedio para una familia era de $27.500. El ingreso per cápita para la localidad era de $16.135. En 2000 los hombres tenían un ingreso per cápita de $35.000 contra $22.250 para las mujeres. Alrededor del 20.40% de la población estaba bajo el umbral de pobreza nacional.